# هلال بن أبي ميمونة
هلال بن أبي ميمونة اسمه هلال بن علي بن أسامة القرشي العامري المدني، مولى بني عامر بن لؤي، تابعي، وراوي حديث نبوي ثقة مشهور، مات سنة بضع وعشرين ومائة، في آخر خلافة هشام بن عبد الملك، روى له الجماعة.

## روايته للحديث النبوي
- روى عن: أنس بن مالك، وعبد الرحمن بن أبي عمرة، وعطاء بن يسار، وأبي سلمة بن عبد الرحمن بن عوف، وأبي ميمونة المدني.
- روى عنه: زياد بْن سعد، وسعيد بن أبي هلال، وعبد العزيز بن الماجشون، وفليح بْن سُلَيْمان، ومالك بن أنس، ويحيى بن أبي كثير.[2]
- الجرح والتعديل: قال أبو حاتم الرازي: «شيخ يكتب حديثه»، وقال النسائي: «ليس به بأس»، وقال الدارقطني: «هلال بن علي ثقة»، وقال مسلمة: «ثقة قديم ولهم شيخ»، ذكره ابن حبان في كتاب الثقات.[3] روى له الجماعة.[2]